# Полонська районна державна адміністрація
Полонська районна державна адміністрація - виконавчий орган Полонського району Хмельницької області.
Структура органу
- Відділ організаційно-кадрової роботи та загальних питань.
- Юридичний відділ.
- Відділ з питань внутрішньої політики, зв’язків з громадськістю у справах преси та інформації.
- Відділ ведення Державного реєстру виборців.
- Відділ фінансово-господарського забезпечення.
- Сектор взаємодії з правоохоронними органами, оборонної і мобілізаційної роботи.
- Сектор контролю.
- Фінансове управління.
- Управління агропромислового розвитку.
- Управління з питань праці і соціального захисту населення.
- Відділ економіки та розвитку інфраструктури.
- Відділ освіти.
- Відділ у справах сім’ї, молоді та спорту.
- Відділ культури і туризму.
- Відділ регіонального розвитку, містобудування та архітектури.
- Відділ з питань надзвичайних ситуацій.
- Відділ житлово-комунального господарства.
- Служба у справах дітей.
- Сектор опіки, піклування та усиновлення.
- Архівний відділ.

Голови
- Давидов Анатолій Іванович
- Святський Володимир Казимірович
- Розумний Віктор Федорович
- Бученко Анатолій Миколайович
- Довгаль Борис Іванович
- Станіслав Григорій Васильович